# Uromastyx
Genre
Uromastyx est un genre de sauriens de la famille des Agamidae.

## Répartition
Les 15 espèces de ce genre se rencontrent dans le nord de l'Afrique et au Moyen-Orient. On le retrouve notamment à partir du Sahara occidental, en Irak, Iran, le Sud de l’Afghanistan, le Pakistan jusqu’au Nord-Ouest de l’Inde.

## Description
Ce sont des agames à la queue épineuse, dont les espèces sont communément appelées fouette-queue en français, et dob en arabe, en raison de la manière de se défendre en fouettant les ennemis avec son appendice.
L'Uromastyx est un saurien herbivore, terrestre, sédentaire, diurne et héliophile. Cette espèce est inféodée aux biotopes pierreux et rocheux des milieux désertiques et semi–désertiques. Cependant, on ne peut retrouver cette espèce sur les niches constituées de sable telle que les dunes, qui constituent des barrières à ses déplacements.

## Liste des espèces
Selon The Reptile Database (13 mai 2014) :
- Uromastyx acanthinura Bell, 1825
- Uromastyx aegyptia (Forskal, 1775)
- Uromastyx alfredschmidti Wilms & Böhme, 2001
- Uromastyx benti (Anderson, 1894)
- Uromastyx dispar Heyden, 1827
- Uromastyx geyri Müller, 1922
- Uromastyx macfadyeni (Parker, 1932)
- Uromastyx nigriventris Rothschild & Hartert, 1912
- Uromastyx occidentalis Mateo, Geniez, Lopez-Jurado & Bons, 1999
- Uromastyx ocellata Lichtenstein, 1823
- Uromastyx ornata Heyden, 1827
- Uromastyx princeps O’Shaughnessy, 1880
- Uromastyx shobraki Wilms & Schmitz, 2007
- Uromastyx thomasi Parker, 1930
- Uromastyx yemenensis Wilms & Schmitz, 2007

## Phylogénie
```
       |-------------------------
Uromastyx aegyptia

    |--| 
    |  |-------------------------
Leiolepis belliana

|---|
|   |  |----------------------------------
Lophognathus temporalis

|   |--|
|      |    |-----------------------------
Hypsilurus godeffroyi

|      |----|    
|           |    |------------------------
Physignathus cocincinus

|           |----|        
|                |     |------------------
Istiurus lesueurii

|                |-----|    
|                      |         |--------
Pogona vitticeps

|                      |---------|   
|                                |--------
Chlamydosaurus kingii

|-div. espèces
```

## Étymologie
Le nom de ce genre, Uromastyx, vient du grec ancien οὐρά / ourá (« queue ») et μάστιξ / mástix (« fouet », « fléau »)), en référence à la queue épaisse et épineuse qui caractérise les espèces de ce genre.

## Publication originale
- Merrem, 1820 : Versuch eines Systems der Amphibien I (Tentamen Systematis Amphibiorum). J. C. Krieger, Marburg, p. 1-191 (texte intégral).